# Lestradea
Lestradea ist eine Buntbarschgattung, die im ostafrikanischen Tanganjikasee endemisch vorkommt. Die Gattung wurde nach A. Lestrade benannt, der eine große Sammlung von Tanganjikaseebuntbarschen anlegte.

## Merkmale
Lestradea-Arten werden 12 bis 14 cm groß, sind langgestreckt und haben auffallend große Augen. Das Maul ist mit zwei bis drei Reihen konischer oder dreispitziger Zähnen besetzt. Alle sind gleich groß, die der inneren Reihe(n) nach hinten gebogen. Die Zähne besitzen eine tief sitzende Spitze an der Seite des Zahnschaftes. Die Pharyngealzähne sind dünn und stehen in einer dreieckigen Anordnung. Die Schwanzflosse ist gegabelt.
- Flossenformel: Dorsale XIII–XVI/13–16, Anale III/9–11.
- Schuppenformel: SL 37–40.
- Kiemenrechen 15–19.

Lestradea-Arten sind silbrig, Kopf und Rücken sind grau oder gelblichbraun.

## Lebensweise
Lestradea-Arten sind umherwandernde, semipelagische Planktonfresser und schnelle Schwimmer. Sie sind Maulbrüter. Die etwa 20 Eier, die einen Durchmesser von ca. 20 mm haben, werden nach der Ablage vom Weibchen ins Maul genommen.

## Arten
Es gibt zwei Arten, von denen die eine im nördlichen, die andere im südlichen Teil des Tanganjikasees vorkommt. 
- Lestradea perspicax Poll, 1943
- Lestradea stappersii (Poll, 1943)

Lestradea stappersii galt ursprünglich als Unterart von Lestradea perspicax.